# Jon Lind
Jon Lind, född 1948, död 15 januari 2022, var en amerikansk låtskrivare, uppvuxen i New York. Han var vice vd som ansvarig för A&R på Hollywood Records.
Tillsammans med John Bettis skrev Jon Lind Madonna-låten Crazy For You. Madonna framförde låten i filmen Lust och begär (känd även under originaltiteln Vision Quest och efter låtens stora framgång som Crazy For You). Låten nådde 1985 en förstaplacering på Billboard Hot 100-listan.
Vanessa L. Williams hade år 1992 en stor hit med Save the Best for Last. Lind skrev låten tillsammans med Phil Galston och Wendy Waldman, vilka han ofta har samarbetat med.  Save the Best for Last låg etta på Billboardlistan i fem veckor.